# غينتريفيل (ميزوري)
غينتريفيل (بالإنجليزية: Gentryville)‏ هي إحدى المجتمعات الفردية (غير مصنفة) في ولاية ميزوري في الولايات المتحدة الأمريكية.